# FK Voždovac
Der FK Voždovac (vollständiger offizieller Name auf Serbisch: Фудбалски клуб Вождовац, Fudbalski klub Voždovac, deutsch: Fußballclub Voždovac) – auch bekannt als Voždovac oder Zmajevi (deutsche Übersetzung: „Die Drachen“) – ist ein serbischer Fußballklub aus dem Stadtteil Dušanovac des zentral gelegenen Belgrader Bezirks Voždovac, der in der SuperLiga spielt, der höchsten Spielklasse im serbischen Fußball.
Gegründet 1912, verbrachte der Hauptstadtklub die ersten Jahrzehnte seines Bestehens im Amateurbereich. Zu den Zeiten Jugoslawiens spielte Voždovac überwiegend in den unteren Ligen und sorgte erst in der Saison 1963/64 für größeres Aufsehen, als man in die 2. jugoslawische Liga aufstieg. Dort konnte sich der Verein einige Jahre halten, setzte jedoch für mehrere Jahrzehnte den Spielbetrieb in den unteren Spielklassen des Landes weiterhin fort.
Erst 2005 wurde Voždovac erstmals erstklassig und erreichte bereits in seiner Debüt-Saison den 3. Platz, was bis heute der größte Erfolg des Vereins ist. Seine Heimspiele bestreitet der Verein im Stadion Voždovac, ein einzigartiges Objekt, besonders weil sich das Stadion auf dem Dach eines Einkaufszentrums namens Stadion Shopping Center befindet, welches ebenfalls im Stadtteil Dušanovac angesiedelt ist. Als das erste Bauwerk dieser Art in Europa ist dieser Gebäudekomplex eine neue und begehrte touristische Attraktion der serbischen Hauptstadt.

## Geschichte
Der Fußballclub Voždovac wurde im Jahr 1912 unter dem Namen FK Dušanovac gegründet, benannt nach dem Stadtteil Dušanovac, der hauptsächlich von Bürgern der Arbeiterklasse bewohnt war und sich heute im Belgrader Bezirk Voždovac befindet, und seinen Namen bereits 1929 in Voždovački SK umänderte. Die ersten Jahrzehnte seines Bestehens verbrachte der Verein durchweg im Amateurbereich, sorgte jedoch im Jahr 1964 für größeres Aufsehen, als die serbische Liga gewonnen wurde, damals die 3. Liga des jugoslawischen Fußballsystems, und stieg somit zum ersten Mal in die 2. Liga auf, wo er sich bis 1968 halten konnte.
Als 1973 der Fußballverein Sloboda Belgrad aufgelöst wurde, beschlossen die lokale städtische Behörde dessen Eigentum dem Voždovački SK zu übergeben, der daraufhin seinen Namen in FK Voždovac umänderte. Der erste Erfolg unter seinem neuen Namen war der Gewinn des Belgrader Stadtpokals 1975, jedoch verbrachte der Verein weiterhin die folgenden drei Jahrzehnte in den unteren Ligen des Landes. Erst 2004 sollte sich dies ändern, als Voždovac ohne eine einzige Niederlage die Serbische Liga Belgrad gewann, eine der vier Sektionen der 3. serbischen Liga, und somit in die 2. Liga aufstieg.
Am 18. Juni 2005 kam es zu einer Fusion mit dem Erstligaverein Železnik Belgrad, der sich aufgrund finanzieller Probleme aus der höchsten Spielklasse zurückziehen musste. Der Klub spielte somit in der Saison 2005/06 zum ersten Mal in der 1. Liga und erreichte in seiner Debüt-Saison überraschend den 3. Platz. Aus finanziellen Gründen musste Voždovac jedoch seine Teilnahme an der Qualifikation zum UEFA-Pokal 2006/07 zurückziehen und verpasste somit die erstmalige Teilnahme am UEFA-Pokal. So überraschend der 3. Platz war, so überraschend war auch der darauffolgende Abstieg, denn am Ende der Saison 2006/07 belegte der Verein trotz der 10 Tore von Stürmer Nikola Đurđić nur den vorletzten Platz, was zum Abstieg des Klubs in die 2. Liga führte. Zeitweise spielte der Verein sogar nur noch in der 3. Liga, schaffte jedoch als Meister der Saison 2011/12 den Wiederaufstieg in die 2. Liga. Während der Saison 2012/13 verpasste man als Dritter knapp den Wiederaufstieg in die 1. Liga, da sich jedoch der langjährige Erstligist Hajduk Kula aus finanziellen Gründen aus der Elite zurückzog, entschied der Serbische Fußballverband, Voždovac als Drittplatzierten in die SuperLiga zu befördern.

## Stadion
Das Heimstadion des Vereins ist das Stadion Voždovac, das sich im Stadtbezirk Voždovac befindet und 5.200 Zuschauern Platz bietet. Bei dem neu erbauten und 2013 eröffneten Stadion handelt es sich um ein einzigartiges Bauwerk, vor allem weil es sich auf dem Dach eines modernen Einkaufszentrums befindet. Insgesamt wurden 50 Millionen Euro in den Bau des Gebäudekomplexes investiert, dessen spezielle Bautechnik zum ersten Mal in Serbien angewandt wurde. Auf der Fläche, auf dem das Objekt errichtet wurde, befand sich zuvor das alte Stadion des Vereins, das 1912 erbaut und 2011 abgerissen wurde. Das heutige Stadion wurde im Einklang mit den wirtschaftlichen, sozialen und Umweltschutznormen der UEFA gebaut und befindet sich etwa 40 Meter über der Erdoberfläche. Im September 2012 hat das deutsche Unternehmen Polytan das Spielfeld mit modernsten Kunstrasen ausgestattet, dem LigaTurf RS Pro CoolPlus. Als erstes Bauwerk dieser Art in Europa ist das Einkaufszentrum bzw. das Stadion Voždovac eine neue und begehrte touristische Attraktion der serbischen Metropole.

## Trainer
- Zoran Milinković (2014–2015)

## Spieler
- Miloš Kolaković (1993–1995, 2006–2007)
- Nikola Đurđić (2006–2008)
- Miloš Mihajlov (2014, 2015–)

## Erfolge
- Aufstieg in die 1. serbische Liga (1): 2013
- Dritter der 2. serbischen Liga (1): 2013
- Meister der 3. serbischen Liga (1): 2012
- Dritter der 1. serbisch-montenegrinischen Liga (1): 2006
- Aufstieg in die 1. serbisch-montenegrinischen Liga (1): 2005
- Aufstieg in die 2. jugoslawische Liga (1): 1964